# Etnikum

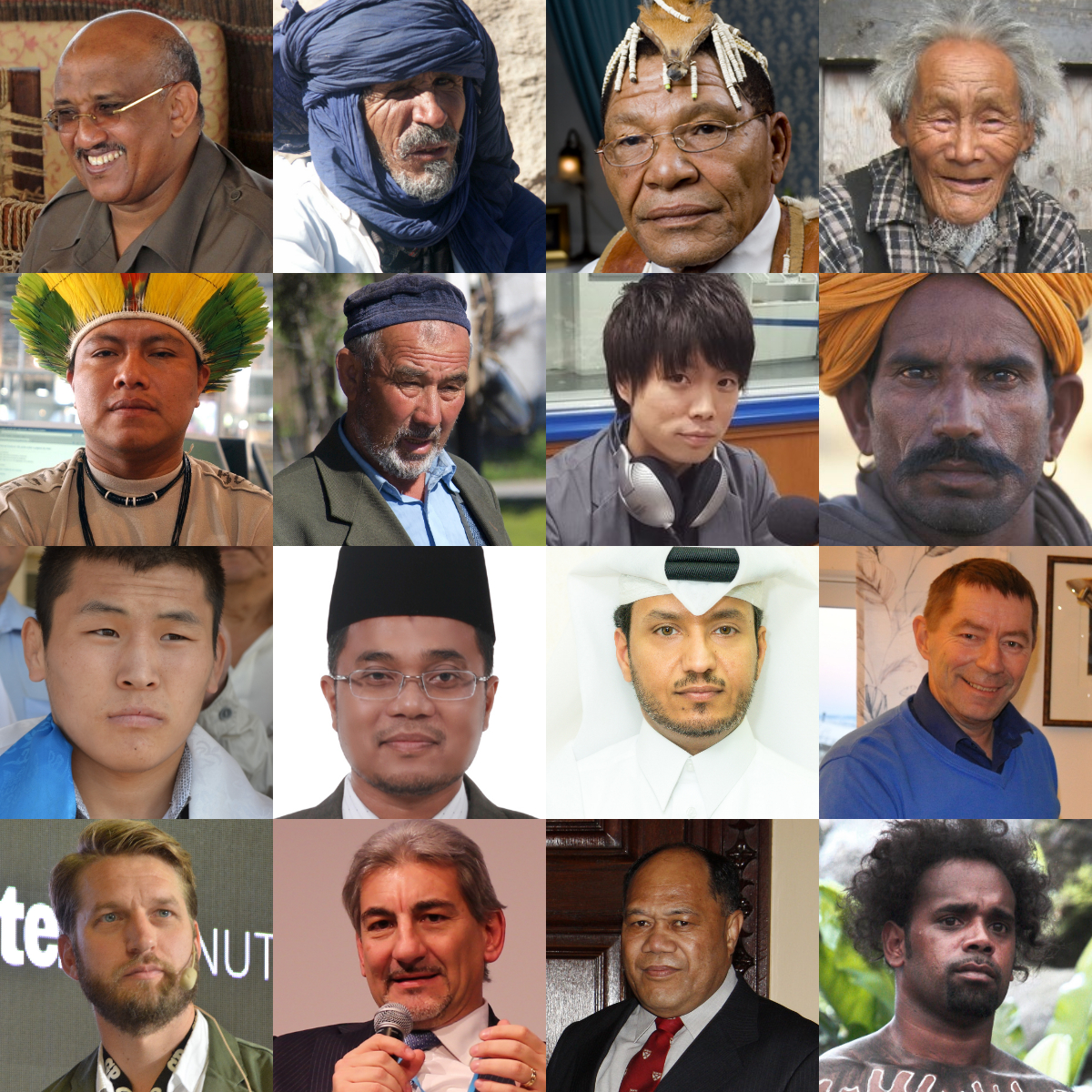
Etnické skupiny

Etnikum (z řeckého ἔθνος, ethnos, tj. lid) je souhrn jedinců sdílejících společnou etnicitu. Používá se také jako synonymum pro etnickou skupinu, národ a kmen. Příslušníky etnika spojuje pocit sounáležitosti, víra ve společný původ a dějiny, společné označení sama sebe neboli etnonymum, a kulturní prvky, tradice a mentalita odlišující je od jiných etnik. Ve skutečnosti je představa společného genetického původu příslušníků jednoho etnika zavádějící, a to kvůli migraci a míšení různých etnik mezi sebou, a odborníci proto chápou etnikum spíše jen jako skupinu lidí, kteří sdílí společnou kulturu. Členové etnika mohou žít i v dlouhodobém odloučení, například rozptýlení v diasporách. V českém prostředí se tento pojem používal především v 80. a 90. letech pro skupiny sdílející společnou kulturu, ale pro svou rozvolněnost se v současnosti jako analytický nástroj nepoužívá.